# Louise Marie Madeleine Fontaine

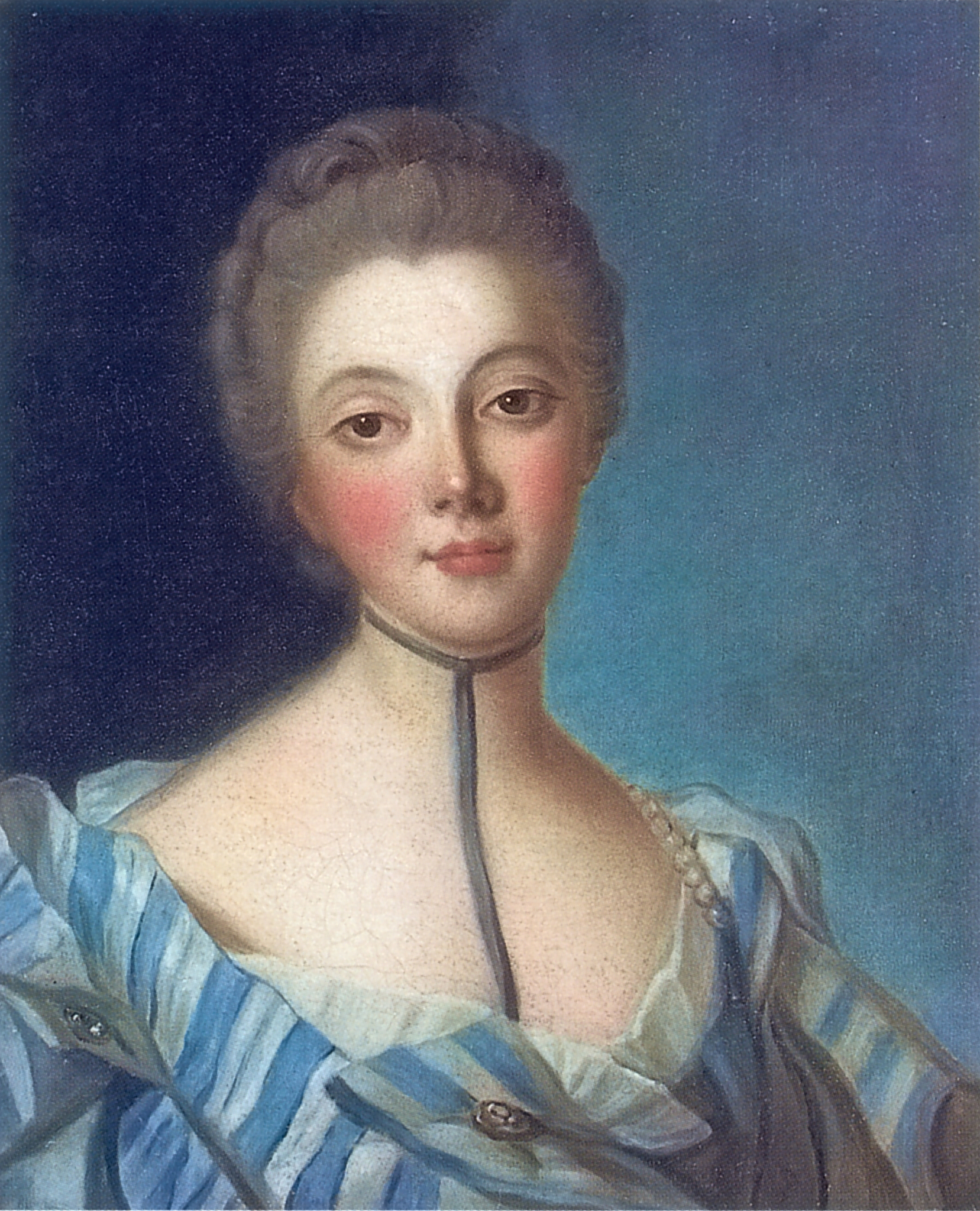
Jean-Marc Nattier: Louise Dupin (Porträt im Schloss Chenonceau, vermutlich nach 1733)

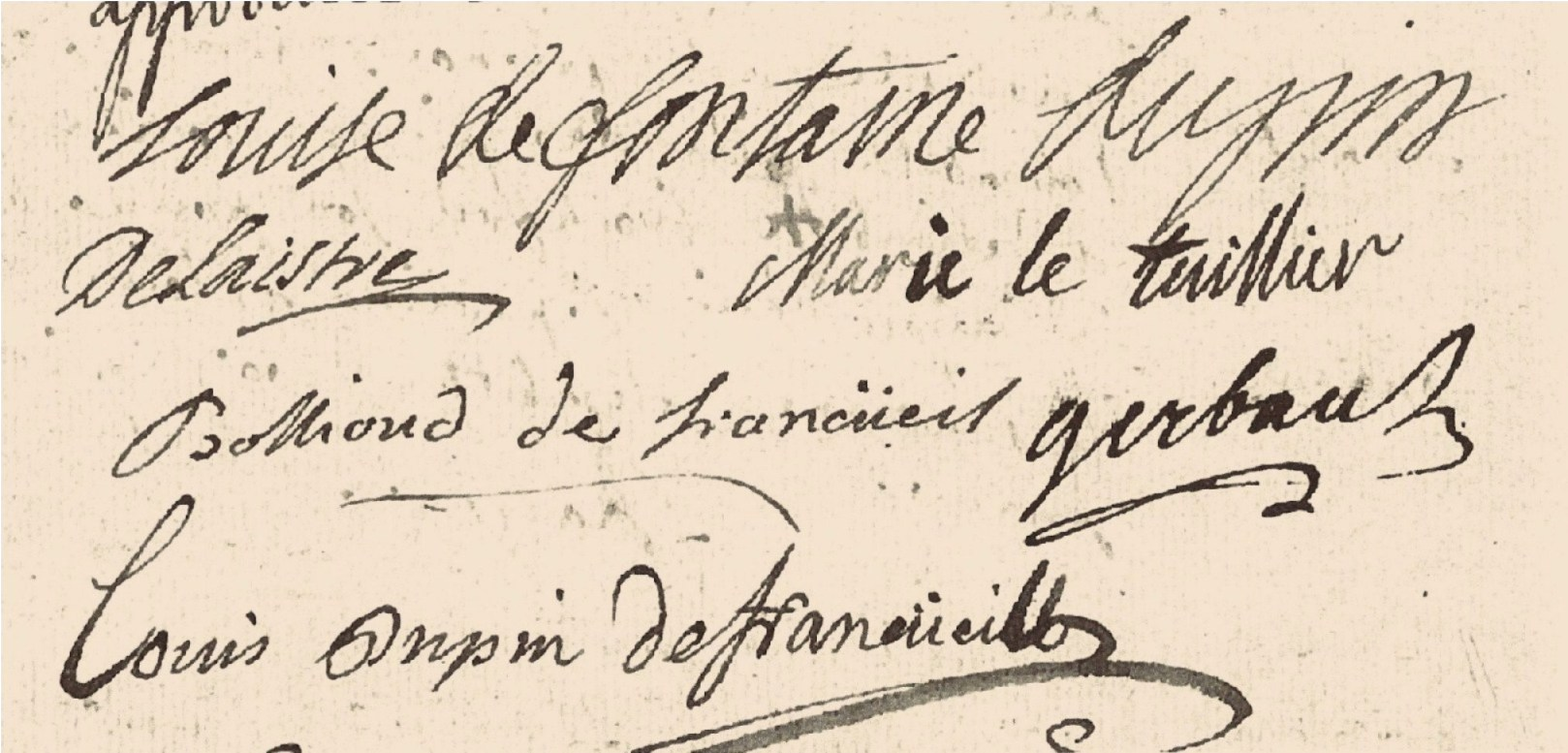
Signatures de Madame Dupin
des Stiefsohnes, Louis-Claude Dupin de Francueil
und dessen Ehefrau Suzanne Bollioud de Francueil.

Louise Marie Madeleine Fontaine (* 28. Oktober 1706 in Paris; † 20. November 1799 auf Schloss Chenonceau, château de Chenonceau) wurde als verheiratete Madame Dupin gefeiert wegen ihrer Schönheit und ihres Esprit. Sie unterhielt in der Zeit der Aufklärung einen berühmten Salon in Paris und auf Schloss Chenonceau.

## Leben und Wirken
Louise war eine der drei natürlichen Töchter des Bankiers Samuel Bernard und der Marie-Anne-Armande Carton (1684–1740), einer Tochter des Schauspielers und Dramatikers Dancourt. Der Ehemann ihrer Mutter, Jean-Louis-Guillaume Fontaine (1666–1714), Kommissar der Kriegsmarine in Flandern und der Picardie, erkannte sie als seine Tochter an. Am 1. Dezember 1722 heiratete sie den zwanzig Jahre älteren Ferme générale Claude Dupin (1686–1769), später Verwalter der königlichen Krongüter, dem sie 1727 einen Sohn schenkte, Jacques-Armand Dupin de Chenonceaux (1727–1767).
Im Jahre 1732 erwarben die Dupins das Hôtel Lambert in Paris, 1733 das Schloss Chenonceau. Mit dem Reichtum ihres Mannes und mit ihren sozialen Talenten gelang es Louise Dupin, einen einflussreichen und geachteten Literarischen Salon zu etablieren, in dem sie die führenden Aufklärer Frankreichs zu versammeln wusste, u. a. Voltaire, Montesquieu und Buffon. Für die Erziehung ihres Sohnes engagierte sie Anfang der 1740er Jahre einen jungen Mann, Jean-Jacques Rousseau, der später auch zuweilen ihr Sekretär war. 1767 starb der Sohn Jacques Armand auf Réunion an Gelbfieber, nachdem er 1765 wegen fortgesetzten Schuldenmachens im Spiel dorthin deportiert worden war. Zwei Jahre später, 1769, starb ihr Mann Claude im Alter von 83 Jahren in Paris.
Im Jahre 1782 zog Mme Dupin sich ganz nach Chenonceau zurück, wo sie 1799 im Alter von 93 Jahren starb. Es heißt, sie habe aufgrund ihres freundlichen Umgangs mit der Bevölkerung das Schloss während der Revolution vor Plünderung und Zerstörung bewahren können. In seinen ab 1782 postum erschienenen Bekenntnissen setzte Rousseau Louise Dupin und ihren beiden Schwestern ein Denkmal; Louise bezeichnete er als die Schönste unter ihnen.

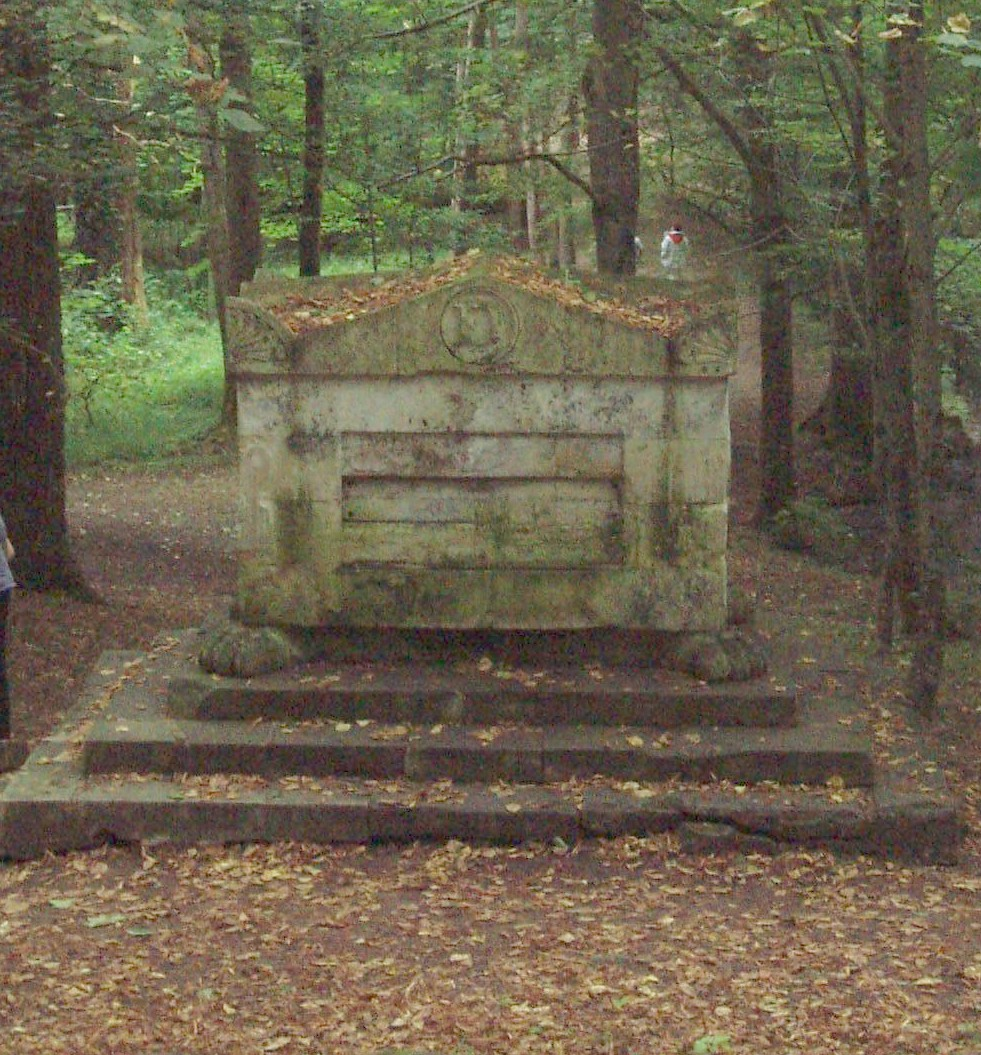
Das Grabmal von Madame Dupin
im Wald des Schlosses Chenonceau, forêt de Chenonceau.

## Werke (Auswahl)
- Sur l’égalité des hommes et des femmes. (1745 und 1751)

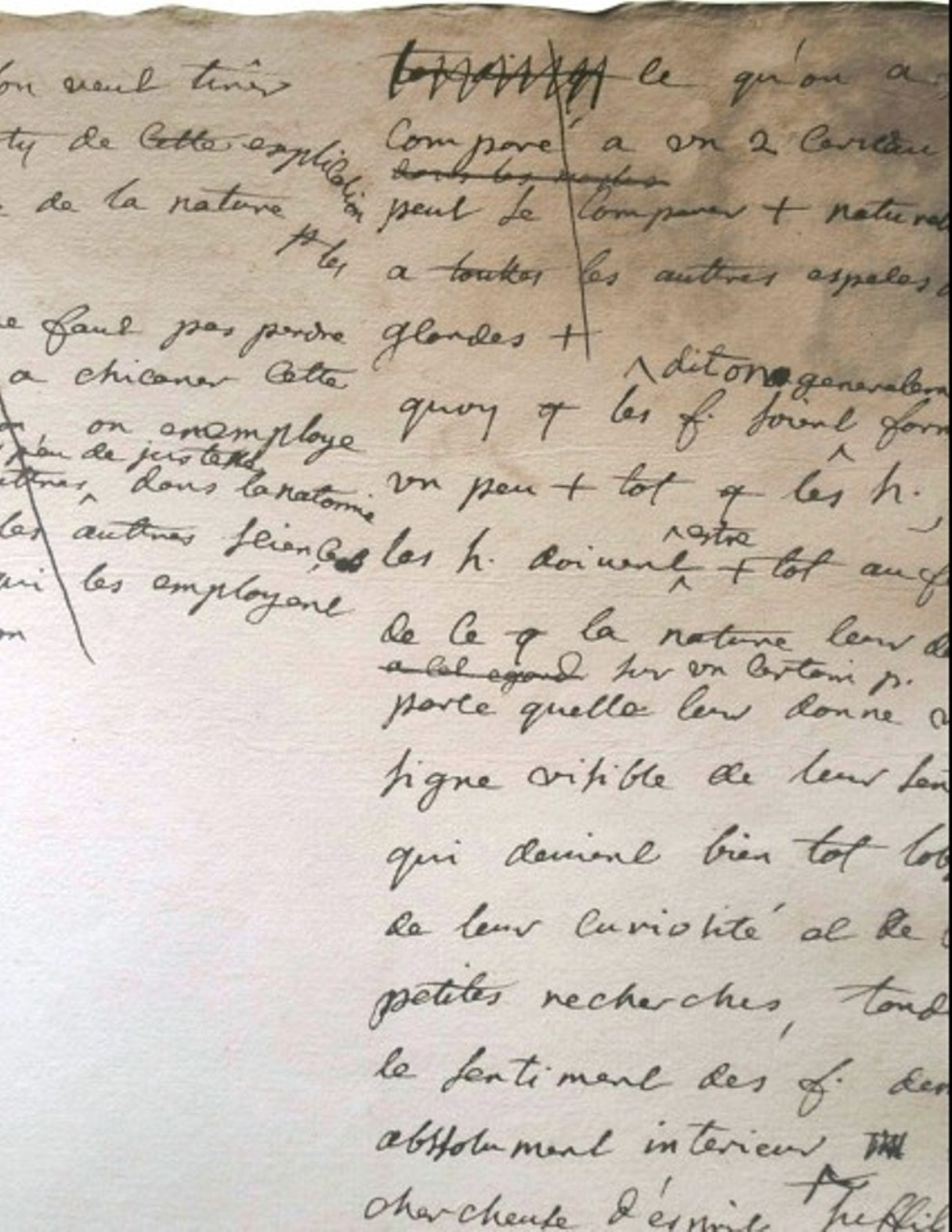
Manuskript L'égalité des hommes et des femmes von Madame Louise Dupin